# Gott und Vaterland
Gott und Vaterland – Muslime im Bundesheer ist eine Produktion für die ORF-Sendereihe kreuz und quer des Regisseurs Georg Misch. Er erzählt außergewöhnliche Geschichten von Muslimen im Bundesheer: Die einer emanzipierten Muslimin und eines Konvertiten. Zwei vollkommen unterschiedliche Interpretationen eines Glaubens, zwei verschiedene Auffassungen österreichischer Staatsbürger zu sein, zwei unterschiedliche Gründe dem „Vaterland“ als Soldat oder Soldatin zu dienen.

## Inhalt
Zum ersten Mal in Kontakt mit dem islamischen Glauben kommt der Burgenländer Michael Cserkits, als er beim Studium an der Theresianischen Militärakademie ein Thema für seine Diplomarbeit sucht. Vorher lebte er 10 Jahre lang konfessionslos. Erst die Lehren und die Gesetze des Islams überzeugen ihn, sich erneut einer Glaubensrichtung anzuschließen.
Anfangs noch befangen hinsichtlich kritischer Reaktionen seiner Mitmenschen, bezeichnet er sich heute stolz als „praktizierender Muslim“. Einerseits stößt er damit auf Skepsis und Unverständnis, andererseits auf Bewunderung. Auch während 40-tägigen Fastenzeit im Ramadan führt er den Dienst als Offizier im Panzerbataillon 33 aus und passt seinen Glauben dem Beruf an.
Die 23-jährige Melek Yapakci ist die erste und einzige Muslimin im Österreichischen Bundesheer. Sie bildet dort als Unteroffizierin Jäger und Pioniere aus. Melek sieht keinen Widerspruch darin, ihrem Vaterland zu dienen und gleichzeitig streng gläubig zu sein.
Weder ihr Glaube noch ihr Geschlecht haben sie daran gehindert, ihre Ausbildung zu absolvieren und sich bei ihren Rekruten Respekt zu verschaffen. Ihrer Cousine dient sie nun als Vorbild – diese hat sich entschlossen, selbst in einigen Jahren dem Bundesheer beizutreten.
Der Film begleitet Melek und Michael in ihrem Beruf, bei Aktivitäten mit den Heerestruppen, deren Mitglieder zum Teil selbst Muslime sind.
Zur Angelobung der jungen Rekruten am Yppenplatz im 16. Wiener Gemeindebezirk lädt die muslimische Jugend anlässlich des Ramadans zum traditionellen Fastenbrechen ein, bei der die multikulturelle Prägung des Heeres deutlich sichtbar wird.
Diese persönlichen Geschichten werden in Beziehung gesetzt zur 100-jährigen Geschichte der Muslime im österreichischen Heer, beginnend mit der Annexion Bosnien-Herzegowinas und dem Islamgesetz von 1912.
Inwiefern eine Verbindung zwischen Glaube und Vaterland besteht, erfahren die Rekruten bei einem Besuche im Heeresgeschichtlichen Museum in Wien. Bei einer Führung durch den Direktor des HGM, wird ihnen die Geschichte dieser sogenannten Bosniaken-Regimenter nähergebracht, die ihren Eifer und ihre Heldenhaftigkeit erst durch die Anerkennung ihrer Religion im Vielvölkerstaat erlangten und somit zum ersten Mal vor Bedrohungen ihrer Nachbarn sicher waren.
Der Film stellt einen Kontext zwischen Vergangenheit und der von Integrationsbemühungen, Fundamentalismus und Islamophobie geprägten Gegenwart her. Das Bundesheer dient hier als Bildnis der österreichischen Gesellschaft und als Spiegel der Integration von Muslimen in Österreich.